# 고도 합성수
고도 합성수(高度合成數, 영어: highly composite number) 또는 고합성수(高合成數)는 약수의 개수가 자기보다 작은 모든 자연수의 것보다 많은 자연수다. 1과 2는 합성수가 아니지만, 고도 합성수에는 포함된다.

## 고도 합성수 목록
100만보다 작은 고도 합성수는 다음과 같다. (OEIS의 수열 A002182)
1, 2, 4, 6, 12, 24, 36, 48, 60, 120, 180, 240, 360, 720, 840, 1260, 1680, 2520, 5040, 7560, 10080, 15120, 20160, 25200, 27720, 45360, 50400, 55440, 83160, 110880, 166320, 221760, 277200, 332640, 498960, 554400, 665280, 720720, …

## 같이 보기
- 합성수